# Гай Карріна
Гай Карріна (лат. Gaius Carrinas; 80 до н. е. — після 28 до н. е.) — військовий та політичний діяч пізньої Римської республіки, консул-суфект 43 року до н. е.

## Життєпис
Син Гая Карріна, претора 82 року до н. е. Про молоді роки немає відомостей. 
У 49 році до н. е. підтримав Гая Юлія Цезаря у боротьбі із Гнеєм Помпеєм Великим. У 46 році до н. е. став претором. Був учасником битви при Мунді 45 року до н. е. Потім призначений пропретором до провінції Дальня Іспанія, де Карріна повинен був боротися з Секстом Помпеєм, проте не мав успіху.
У 44 році до н. е. підтримав Октавіана Августа, а 43 року до н. е. — Другий тріумвірат. Того ж року став консулом-суфектом разом з Публієм Вентідієм Бассом. У 41 році призначається проконсулом до провінції Дальня Іспанія. Під час своєї каденції захищав узбережжя від нападів Богуда, царя Мавретанії. У 36 році до н. е. брав участь у війні проти Секста Помпея на Сицилії. Того часу Карріна захопив Ліпарські острови.
31 року до н. е.  призначений проконсулом Трансальпійської Галлії, де завдав поразки племенам галлів-морінів та германців-свевів. За це отримав тріумф у 29 році до н. е., який відсвяткував у Римі у 28 році до н. е. Подальша доля його невідома.